# Miroslav Karhan
Miroslav Karhan (ur. 21 czerwca 1976 w Trnawie) – słowacki piłkarz występujący na pozycji pomocnika.

## Kariera klubowa
Karierę zaczynał w Spartaku Trnawa. Później reprezentował barwy Realu Betis i Beşiktaş JK. Od 2001 roku był zawodnikiem VfL Wolfsburg (Jest aktualnym rekordzistą w tym klubie pod względem ilości występów – 173). W 2007 roku przeniósł się do drugoligowego 1. FSV Mainz 05. W 2011 roku wrócił do Spartaka Trnawa.

## Kariera reprezentacyjna
Karhan jest piłkarzem, który jak dotychczas rozegrał najwięcej spotkań w reprezentacji Słowacji (107).